# محمدآباد (جرقویه)
محمدآباد شهری در بخش مرکزی شهرستان جرقویه استان اصفهان ایران است.
این شهر در ۶۵ کیلومتری شهر اصفهان و در مسیر جاده شهرضا-ورزنه واقع شده‌است. فاصله ان تا شهرستان ورزنه ۶۰ کیلومتر می‌باشد. شغل دیگر مردم این شهر کشاورزی و دامداری است.
این شهر درای یک هسته قدیمی شهری می‌باشد که یک قلعه قدیمی دارد و در کنار این قلعه قدیمی کاخی به نام باغ میر می‌باشد که دارای دو بادگیر بلند است که در نوع خود در استان اصفهان بی نظیر می‌باشد این شهر درای یک قلعه بسیار قدیمی با برجهای بسیار زیبا بود که در سالهای گذشته در پی خیابان کشی کاملاً ویران شد این قلعه کل هسته قدیمی شهر را پوشش می‌داد. در حال حاضر تنها قلعه باقی‌مانده این شهر در حال بازسازی می‌باشد.

## جمعیت
بر پایه سرشماری عمومی نفوس و مسکن در سال ۱۳۹۵ جمعیت این شهر ۵٬۰۳۲ نفر (۱٬۴۸۲ خانوار) بوده‌است.

## مسجد جامع محمدآباد
بانی و سازندگان بنا:
بنا به اظهارات اهالی روستا مسجد به دست محمد میرپنج احداث شده‌است و پس از مرگ وی پسرانش به ترتیب حاج سرهنگ و حاج سرتیپ ادامهٔ بنا مسجد را تا پایان کار پیگیری کردند.
سیر تحول بنا:
این مسجد در حدود ۱۱۰ سال پیش توسط معماران و استادان محمدآبادی از جمله مرحوم استاد مرتضی معتمدی ساخته شده و در مراحل بعدی سنگ ازاره‌های شبستان و حیاط توسط روستاییان نصب شده‌است بنا به گفتهٔ رئیس شورای روستا طی تغیراتی در نمای ساختمان در سال ۱۳۶۳ ه‍.ش کاشیکاری‌های معلقی و کتیبه‌های قرآنی به آن اضافه شده و احداث مناره روی ایوان جنوبی مربوط به همان سال است حسینیه مجاور مسجد در حدود ۳۰۰ سال پیش و به هنگام شکل‌گیری روستا احداث گردیده که چند سال پیش کلاً توسط کسانی که ارزش شاهکارهای معماری را نمی‌شناختند تخریب گرددید و بجای آن حسینه‌ای به همان ابعاد و بدون هیچ طراحی و مهندسی علمی احداث گرددید.